# スフバータル・バトボルド
スフバータル・バトボルド（モンゴル語: Сүхбаатарын Батболд、1963年6月24日 - ）は、モンゴル国の政治家。2009年から2012年まで同国の首相とモンゴル人民党書記長を務めた。

## 経歴
ウランバートル生まれ。母は医師。モスクワ国際関係大学に留学し、経済学を専攻した。卒業後はモンゴル・インペクス・ネグデル（協同組合）の輸出担当局長に就任した。2010年10月には訪日し、朝青龍の断髪式に出席、ハサミを入れている。
2012年3月にも妻と共に日本を訪れ、3月12日には野田佳彦首相と会談した。この中でスフバータルは、モンゴルと日本の間でEPA締結に向けた交渉を開始することで合意し、また世界最大級のタバン・トルゴイ炭田の開発に、日本企業を受け入れることを表明した。

## ビジネス
石油輸入会社アルタイ・トレーディングを設立した。
後に、会社はアメリカ合衆国のボロー・ゴールド社を買収した以外にも、韓国SKグループと携帯電話事業の「スカイテル」社、アルタイ・カシミア社を設立した。

## 年譜
- 2000年 - 2004年 - 外務副大臣
- 2004年 - 2006年 - 産業貿易大臣
- 2008年 - 2009年 - 外務大臣
- 2009年 - 2012年 - 首相

## 人物
- 自ら「私はどちらかと言えば清廉潔白な人物である」と述べている。

## 脚註
1. ↑  “スフバータル・バトボルド・モンゴル首相及び同夫人の来日”.  外務省. 2012年3月13日閲覧。
2. ↑  “日・モンゴル、ＥＰＡ交渉入り　ソフトバンクは自然エネ発電で合意文書”. SankeiBiz. (2012年3月13日)
3. ↑  “日モンゴルＥＰＡ：交渉、首相合意　炭田開発に日本企業”. 毎日新聞. (2012年3月13日)